# 乌塔普
乌塔普是德国下萨克森州的一个市镇。总面积6.37平方公里，总人口654人，其中男性340人，女性314人（2011年12月31日），人口密度103人/平方公里。